# Minima Moralia
Minima Moralia - Reflexiones desde la vida dañada es una obra filosófica escrita en el exilio estadounidense por el filósofo alemán Theodor W. Adorno. Contiene 153 aforismos y breves ensayos sobre la condición humana (Conditio humana) bajo el capitalismo y el fascismo. Con la Dialéctica de la Ilustración y la Dialéctica negativa, es una de las principales obras filosóficas de Adorno. El libro ocupa un lugar especial en su obra, ya que los textos breves y numerados no tienen una conexión teórica reconocible entre sí.
Cincuenta años después de su publicación en 1951, la colección fue descrita como el último “Volksbuch der Philosophie” alemán y “Libro de la casa de la inteligencia crítica” en vista de su popularidad y el éxito inesperado que alcanzó desde un principio (con un total de más de 100.000 copias vendidas).

## Orígenes
Los Minima Moralia fueron escritos a partir de la conmoción sobre el terror en la Alemania fascista. Se remontan a notas escritas por el autor durante sus años de exilio en Inglaterra a partir de 1934 y en Estados Unidos a partir de 1938, la mayoría de los textos fueron escritos en el exilio en California entre 1944 y 1947, después de completar el trabajo con Max Horkheimer en la Dialéctica de la Ilustración. Dado que Horkheimer viajaba entre Los Ángeles y Nueva York desarrollando actividades organizacionales de investigación para el Comité Judío Estadounidense y el remanente del Instituto de Investigación Social emigrado en Nueva York, el trabajo conjunto no pudo continuar como estaba previsto. A causa de ello, Adorno continuó trabajando solo. Los Minima Moralia, por lo tanto, también pueden ser entendidos como "una continuación aforística de la Dialéctica de la Ilustración". Conectan temáticamente al último capítulo, con la crítica a la industria cultural, pero van mucho más allá. Originalmente se suponía que se publicarían en 1945 para el quincuagésimo cumpleaños de Max Horkheimer, cosa que no sucedió. Adorno llevó la obra a Alemania desde su exilio americano. El libro fue publicado con adiciones y la dedicatoria: "Para Max como agradecimiento y promesa"  en 1951 por la recién fundada Suhrkamp Verlag con una tirada de 3.000 ejemplares.

## Título y objetivo
El título en latín Minima Moralia (“diminuta” o “Mínima moral”) hace referencia al título en latín de una obra tradicionalmente atribuida a Aristóteles, la Magna Moralia (“Gran moral”). La irónica inversión del título se refiere menos al alcance del libro o a la extensión de sus contribuciones, y más a la intención del contenido, ya que el escrito no presenta ninguna doctrina de la buena vida en el sentido de la tradición filosófica, sino pensamientos sobre la imposibilidad de llevar una vida real correcta dadas las circunstancias en el capitalismo y el fascismo posliberal. Sólo como negación del modo de vida enajenado presente en las circunstancias de vida de Adorno, los aforismos al menos mantienen viva la noción de formas de una vida buena y recta.
En el prólogo, titulado "dedicación", Adorno habla de la “doctrina de la vida auténtica [o correcta]” como “ciencia triste”  en contraposición a la caracterización de Nietzsche como gaya [feliz] ciencia, empleando así otro antónimo.

## Forma
La forma de ensayos cortos, miniaturas, largos aforismos e imágenes mentales elegida por Adorno tiene sus precursores en obras románticas (como los Fragmentos del Ateneo  de Friedrich Schlegel), pero también en la colección de aforismos de Nietzsche Humano, demasiado humano y la Einbahnstraße de Walter Benjamin (1928). Este género literario también incluye Spuren (1930) de Ernst Bloch y la colección Dämmerung. Notizen in Deutschland, publicada por Max Horkheimer bajo el seudónimo de Heinrich Regius en Zúrich en 1934.
Al igual que Nietzsche, Adorno numeró sus breves textos en prosa de forma consecutiva (del 1 al 153) y les dio títulos cortos, que sólo se diferencian del resto del bloque de texto en cursivas y guiones. El libro está dividido en tres partes, que se titulan 1944, 1945 y 1946/47 y cada una tiene un lema antepuesto.

## Temas
Según el propio Adorno, los textos parten “del más estrecho ámbito privado, el del intelectual en emigración”  e investigan “las formas de vida alienadas”. El libro comienza con una crítica a la limitación de la filosofía contemporánea a los métodos, una alusión al empirismo lógico del Círculo de Viena. Sin embargo, su intención real, pero olvidada, fue la "enseñanza de la vida recta". Los Minima Moralia pretenden retornar a esta área de la filosofía.
Enmarcados en reflexiones sobre las limitaciones sociales, las circunstancias antropológicas, los fenómenos psicológicos y estéticos, se buscan las huellas de la vida "incorrecta" en un mundo completamente comercializado e instrumentalizado, remontándose hasta el comportamiento más remoto y privado. Múltiples formas de vida alienada y constelaciones opresivas de relaciones humanas cosificadas se conjuran frente a los ojos del lector a modo de caleidoscopio. El espectro va desde cosas tan dispares como el matrimonio y la familia, el eros y la muerte, la relación del individuo con la comunidad, las relaciones de propiedad y las actitudes hacia ellas. En una detallada fenomenología de la vida cotidiana Adorno lamenta la desaparición de la anterior forma de vida burguesa, con su educación, familia, erotismo, capacidad de entrega y comunicación. A través del trabajo asalariado, argumenta, haciendo referencia a la tesis de la reificación de Georg Lukács, las "masas modernas" se han moldeado de tal manera que han convertido sus vivencias en cosas "bajo el a priori de la vendibilidad", y preservándose, se pierden a sí mismas. Además de la pregunta de “cómo vivir”, Adorno plantea otra sobre la “organización del mundo”. Ambas confluyen en una “crítica del capitalismo como forma de vida ”, cuyas tendencias, según él, encuentran su expresión más descarada en el fascismo. No solo reflexiona sobre cómo debemos actuar, sino más aún sobre la pregunta: “¿Qué nos deja actuar o qué nos hace actuar? Para decirlo de otra manera: ¿Cómo influye la forma en que el mundo está organizado en nuestras acciones y nuestras oportunidades en la vida? Adorno, por lo tanto, dirige su atención a la naturaleza de los objetos y cómo los tratamos.
Afirma que una vida buena y recta ya no es posible en las condiciones de una sociedad que se ha vuelto inhumana y que ha hecho de las personas “seres reducidos y degradados”. En la sociedad capitalista burguesa, que - convertida en un mundo de comercio frío- degrada a las personas a apéndices de una máquina independiente, ya no puede haber “residuo intacto de lo verdadero y auténtico”. La siguiente cita registra el diagnóstico y la intención subyacente a los aforismos:

„Was einmal den Philosophen Leben hieß, ist zur Sphäre des Privaten und dann bloß noch des Konsums geworden, die als Anhang des materiellen Produktionsprozesses, ohne Autonomie und ohne eigene Substanz, mitgeschleift wird. Wer die Wahrheit übers unmittelbare Leben erfahren will, muss dessen entfremdeter Gestalt nachforschen, den objektiven Mächten, die die individuelle Existenz bis ins Verborgenste bestimmen.“ 
Lo que los filósofos llamaron una vez "vida" se ha convertido en la esfera de lo privado y luego meramente del consumo, que es arrastrado como un apéndice del proceso de producción material, sin autonomía y sin sustancia propia. Quien quiera conocer la verdad sobre la vida inmediata debe investigar su forma alienada, las fuerzas objetivas que determinan la existencia individual en su forma más oculta.
Theodor W. Adorno (1980), p. 13

De forma programática, Adorno antepone a la primera parte de su obra la afirmación de Ferdinand Kürnberger "La vida no vive" („Das Leben lebt nicht“) como lema y lo resume en la que, probablemente, sea su frase más citada: "No hay vida auténtica en la falsa”. En su conferencia “Problemas de la filosofía moral” (semestre de invierno de 1956/57), Adorno matizó su frase en el sentido de que uno siempre debe esforzarse por vivir “como uno cree que debe vivir en un mundo liberado, por así decirlo a través de la forma de la propia existencia, con todas las inevitables contradicciones y conflictos que ello conlleva, tratar de anticipar la forma de existencia que en realidad sería la correcta. […] La forma más importante que esto toma hoy es la resistencia.
En los Minima Moralia, Adorno responde a la pregunta de qué constituye la “vida correcta” consistentemente de manera negativa, como una negación definida: “Él comienza con 'lo que no debería ser', o con la vida en su 'incorrección' o ' figura alienada'.”  Para Albrecht Wellmer, los Minima Moralia contienen la doctrina de Adorno de la vida real como en la escritura de un espejo. Adorno se niega resueltamente a especificar el contenido y el objetivo de una sociedad emancipada (lo que ya irritaba considerablemente a Thomas Mann). La única condición mínima que menciona es “que nadie pase más hambre”.  Sin embargo, afirma la diferencia entre el bien y el mal y no quiere "ahogar"  el "sueño de una existencia sin vergüenza". Para Martin Seel, Adorno ve el núcleo de una buena vida humana en el respeto por el individuo. En el aforismo Sur l'eau ("Sobre el agua") contrapone "el modelo de producción [...] con un modelo de contemplación", que resume como modelo de vida buena y recta en una imagen utópica: “al echarse en el agua y mirar serenamente al cielo, 'ser, nada más, sin más fin y cumplimiento' podría tomar el lugar del proceso, del hacer, del cumplir”. El último pensamiento de Adorno en este libro se lee no menos utópico: "La filosofía, la única forma en que puede justificarse frente a la desesperación" debería mirar las cosas "tal como se presentaban desde el punto de vista de la salvación". Para Günter Figal, esto revela "el impulso teológico roto del pensamiento de Adorno", después de que su modelo intelectual, Walter Benjamin, ya había situado la revolución en el contexto de una especie de teología de la liberación.
Por otro lado, en Tesis contra el ocultismo, juzga al ocultismo como un contramovimiento a la modernidad y un alejamiento de la razón, al hablar de una “regresión de la conciencia” y una “ metafísica de la chicos tontos". Por un lado, el ocultismo es una reacción a la cosificación: “Cuando la realidad objetiva parece sorda a los vivos como nunca antes, tratan de sacarle significado con abracadabra. Por otro lado, “la división del trabajo y la cosificación […] son llevadas al extremo: cuerpo y alma son escindidos en una especie de vivisección perenne. El espíritu y el significado se reclaman como hechos, como experiencia directa, y se ignora la mediación a través del pensamiento ilustrado. El ocultismo es ciego a la crítica social: “El absurdo real es representado por el astrológico ”. Adorno vio estructuras autoritarias similares en el ocultismo y el fascismo: “Esos pequeños sabios que aterrorizan a sus clientes frente a la bola de cristal son modelos de juguete de los grandes que tienen el destino de la humanidad en sus manos. "
En Minima Moralia también está la famosa y ya proverbial afirmación de Adorno "El todo es lo falso", que invierte la frase hegeliana "Lo verdadero es el todo" . Los críticos vieron una contradicción en la afirmación de Adorno; porque si "toda la cosa" es falsa, entonces "no se puede decir la verdad sobre ella en absoluto". Aparentemente, Adorno juzga desde una “posición privilegiada de conocimiento”  que “va más allá de este nivel de conciencia [realmente existente]”  y no tolera ningún derecho de veto contra esta intuición.

## Filosofía moral negativa
En la literatura secundaria se plantea la cuestión de si la obra no trata también temas morales-filosóficos centrales, aunque el uso del lenguaje de Adorno no hace una distinción estricta entre una vida moralmente correcta y una éticamente buena.
Según Alexander García Düttmann, las cuestiones de ética y moral no son respondidas en los Minima Moralia de forma tal que establezcan una tesis moral-filosófica, un imperativo, una norma o una regla. Al contrario, asumieron de lleno el gesto de "así es", que no puede "traducirse a un argumento, a una conclusión, a un juicio razonado". En lugar de una argumentación sujeta a la lógica, los aforismos transmiten situaciones e impresiones en un lenguaje compuesto concentrado que, como las obras de arte, permite que algo aparezca de manera pictórica y gestual.
Según Gerhard Schweppenhäuser, los Minima Moralia se leyeron principalmente como un rechazo de una filosofía moral en el capitalismo tardío. Contrariamente a este punto de vista, Schweppenhäuser elaboró la filosofía moral subyacente de Adorno y la describió como una "filosofía moral negativa", una "ética después de Auschwitz", con Auschwitz como un código para el Holocausto. Él ve esto como confirmado por la propia afirmación de Adorno de que ubica su libro en el contexto de la filosofía moral: Inmediatamente al comienzo de su conferencia Problemas de la filosofía moral (semestre de invierno de 1956/57, semestre de verano de 1963) hizo saber a sus oyentes que él asumió que alguien, “que ha escrito un libro sobre la vida correcta, o más bien la vida equivocada”, esperaba “que ahora aprendan sobre la vida correcta”. En la última unidad de la conferencia, Adorno volvió sobre esto y abordó repetidamente el tema de la posibilidad e imposibilidad de comportarse correctamente en la vida equivocada. Su respuesta fue: "Lo único que posiblemente se puede decir es que la vida correcta hoy es en forma de resistencia a las formas de vida incorrectas, vistas y resueltas críticamente por la conciencia más avanzada". La resistencia es "la sustancia real de la moral". La resistencia también debe dirigirse contra las "formas de moralidad impuestas desde el exterior" porque "se privan de la base teórica transparente"  que la religión y la filosofía alguna vez proporcionaron.
Para Rahel Jaeggi, los Minima Moralia pueden leerse como ética y crítica de la ética al mismo tiempo. “Minima Moralia es una ética en la medida en que explica los problemas de la vida en la sociedad capitalista (tardía) contemporánea sobre la base de la pregunta siempre aporética de cómo debe comportarse el individuo, qué debe 'hacer'. Por otro lado, es crítica ética en la medida en que simultáneamente muestra la imposibilidad de un comportamiento correcto en una situación social que es globalmente incorrecta, y así apunta a un límite fundamental de la determinación éticamente normativa. La conclusión de Jaeggi es: Las consideraciones éticas deben complementarse con el análisis social y la crítica. Para Adorno, separar el principio moral del social y trasladarlo a la esfera privada significa renunciar a “la realización de la condición humana que forma parte del principio moral”. Se concede una importancia central al intelectual inconformista, que es el único que todavía encarna el pensamiento resistente y los esfuerzos emancipadores y defiende el pensamiento crítico que todavía puede pensar en otra sociedad a largo plazo. Adorno plantea una visión desencantada de nuestra época y de la actividad del intelectual:

Es gibt nichts Harmloses mehr  […] Noch der Baum, der blüht, lügt in dem Augenblick, in welchem man sein Blühen ohne den Schatten des Entsetzens wahrnimmt; noch das unschuldige Wie schön wird zur Ausrede für die Schmach des Daseins, das anders ist, und es ist keine Schönheit und kein Trost mehr außer in dem Blick, der aufs Grauen geht, ihm standhält und im ungemilderten Bewußtsein der Negativität die Möglichkeit des Besseren festhält [...]
Vernunft kann es nur in Verzweiflung und Überschwang aushalten; es bedarf des Absurden, um dem objektiven Wahnsinn nicht zu erliegen […] Die Kraft zur Angst und die zum Glück sind das gleiche, das schrankenlose, bis zur Selbstpreisgabegesteigerte Aufgeschlossensein für Erfahrung, in der der Erliegende sich wiederfindet. Was wäre Glück, das sich nicht mäße an der unmeßbaren Trauer dessen was ist?
Nada hay que sea inofensivo […] Hasta el árbol que florece miente en el instante en que se percibe su florecer sin la sombra del espanto; hasta la más inocente admiración por lo bello se convierte en excusa de la ignominia de la existencia, cosa diferente, y nada hay ya de belleza ni de consuelo salvo para la mirada que, dirigiéndose al horror, lo afronta y, en la conciencla no atenuada de la negatividad, afirma la posibilidad de lo mejor [...]
La razón sólo puede soportar eso en la desesperación o en la exaltación; necesita del absurdo para no sucumbir a la locura objetiva [...] La fuerza del miedo y la de felicidad son la misma, un ilimitado y creciente estar abierto a la cxperiencia hasta el abandono de sí mismo, a una experiencia en la que el caído se recupera. ¿Qué sería una felicidad que no se midiera por el inmenso dolor de lo existente?
Theodor W. Adorno (1980), p. 22 y 122

## Recepción
Con la publicación de Minima Moralia, el biógrafo Lorenz Jäger considera que Adorno empezó a tener una gran repercusión pública en la Alemania de la posguerra. Jürgen Habermas la llama su obra principal, que puede estudiarse con seguridad como una suma. Según el filósofo Martin Seel, los Minima Moralia son "con mucho el más exitoso de Adorno y, en opinión de muchos lectores, su mejor libro". Adorno se muestra "en la abundancia de sus talentos como artista, crítico y pensador sistemático", en la que "los motivos teóricos, éticos y estéticos de su filosofar se comunican muy estrechamente entre sí". Con respecto a los 120.000 ejemplares vendidos , Ulrich Raulff comenta: Adorno “dio a los alemanes uno de los pocos y probablemente el último de sus libros filosóficos populares. Medio año después de su aparición, ya estaban disponibles reseñas de una treintena de los más importantes periódicos y emisoras de radio en lengua alemana, que acogieron la publicación de forma mayoritariamente positiva.
Los intelectuales han acogido los Minima Moralia como un "inquieto inventario de la decadencia", como "firmas del desastre"  y como "diagnóstico de una inmadurez globalmente organizada". Cincuenta años después de la aparición del libro, dos docenas de críticos, filósofos, escritores y científicos sociales le rindieron homenaje, cada uno comentando una parte seleccionada; en algunos casos también con un ataque de lengua crítico contra la visión culta de la clase media del pasado y el tono inobjetable del homenajeado.
El libro fue bien recibido por escritores y artistas debido a su carácter filosófico y al mismo tiempo literario y la "forma artística refinada" de sus miniaturas. Joachim Kaiser lo describió como "crítica social artística de un individualista". Thomas Mann agradeció a Adorno por el libro que le había enviado, al que "había estado unido magnéticamente durante días"; lo encontró "una lectura fascinante, pero solo para disfrutarla en pequeños sorbos, la alimentación más concentrada". En abril de 1951 anota en su diario: "Leo en la obra de Adorno. […] Me siento atrapado en un mundo de desastre del que no hay escapatoria.”  Elisabeth Lenk recordó el “arreglo rítmico” de los “cuentos filosóficos” con su “tema básico de desesperación” de las piezas musicales, ya el compositor Dieter Schnebel había comparado los textos numerados con invenciones musicales. Se pueden encontrar préstamos formales de los Minima Moralia en los breves ensayos en prosa Paare, Passanten de Botho Strauss. La afirmación de Adorno "Para mucha gente ya es un descaro cuando dicen yo"  desencadenó una polémica pública entre Rolf Hochhuth y él sobre cuestiones de la imagen del hombre y la estética del drama. Robert Gernhardt eligió la frase más famosa de Adorno como título de sus humoresques sobre la vida cotidiana posrevolucionaria de los veteranos de 1968 en estilo caricaturesco: "No hay vida real en Valschen".
El publicista y ex editor de folletín del Frankfurter Allgemeine Zeitung, Henning Ritter, caracterizó a Minima Moralia como "un libro sumamente incómodo en lo que respecta a sus temas y puntos de vista, pero un libro de perfecta comodidad mental en cuanto a la presentación de estos temas. El autor ha dominado tan perfectamente el teclado de sus medios de expresión intelectual que ninguna miseria de la que habla asusta al lector.
Kersten Knipp opina que “Adorno desenmascara al mundo, en ello un gran moralista, en la tradición de Montaigne, La Bruyèrey La Rochefoucauld; con la diferencia, por supuesto, de que este poner al desnudo no le produce placer, sino sólo dolor. De que algún día las cosas podrían ser más felices en el mundo, es una esperanza que los Mínima Moralia han abandonado por completo.“ 

## Secuela planeada
Adorno había planeado una continuación de su Minima Moralia, titulada Graeculus. Las vivencias posteriores al regreso deben tratar del tiempo posterior al exilio de Adorno. Con el título Graeculus quiso conmemorar a los Graeculi (“pequeños griegos”) de quienes Cicerón y Juvenal se burlaron y que vivieron en Roma en el siglo I a. C. trabajando como tutores privados para los romanos ricos. Se pretendía que el nuevo volumen de fragmentos se escribiera después de la conclusión de la Teoría Estética. El material para ello lo proporcionarían las notas registradas en 45 cuadernos, extractos de los cuales el Archivo Frankfurt Theodor W. Adorno publicó en los Frankfurter Adorno Blätter.

## Ediciones
- Theodor W. Adorno: Minima Moralia. Reflexionen aus dem beschädigten Leben. Suhrkamp, Berlin/Frankfurt am Main 1951, (Erstausgabe)
- Theodor W. Adorno (1980): Minima Moralia. Reflexionen aus dem beschädigten Leben. (= GesaTheodor W. Adorno (1980), p.elte Schriften, Bd. 4), 1. Auflage, Suhrkamp, Frankfurt am Main, ISBN 3-518-07496-2
- Theodor W. Adorno: Minima Moralia. Reflexionen aus dem beschädigten Leben. Suhrkamp, Frankfurt am Main 2001, ISBN 3-518-41300-7, (Jubiläumsausgabe als Nachdruck der Erstausgabe)
- Theodor W. Adorno: Minima Moralia. Reflexionen aus dem beschädigten Leben. (= GesaTheodor W. Adorno (1980), p.elte Schriften, Bd. 4), 1. Auflage, Suhrkamp Taschenbuch Wissenschaft 1704, Frankfurt am Main 2003, ISBN 978-3-518-29304-1

En español
- Theodor W. Adorno: Minima Moralia. Taurus, Madrid, 2001, trad.: Joaquín Chamorro Mielke